# Shahrak-e Shahid Pur Mohammadi
Shahrak-e Shahīd Pūr Moḩammadī o Shahrak-e Nūr Moḩammadī (farsi شهرک شهید پور محمّدی) è una città della provincia di Shushtar, circoscrizione Centrale, nella regione del Khūzestān. Aveva, nel 2006, una popolazione di 4.256 abitanti.